# Lijst van burgemeesters van Lingewaal
Dit is een lijst van burgemeesters van de voormalige Nederlandse gemeente Lingewaal in de provincie Gelderland vanaf de vorming in 1986 tot aan de fusie met Neerijnen en Geldermalsen tot West Betuwe in 2019. Het eerste jaar heette Lingewaal nog gemeente Vuren.
| Ambtsperiode | Naam burgemeester                     | Partij of stroming | Bijzonderheden |
| ------------ | ------------------------------------- | ------------------ | -------------- |
| 1986 - 1994  | Jacob (J.A.) de Jongh                 | CDA                |                |
| 1994 - 2001  | Ad (A.) Bergshoeff                    | CDA                |                |
| 2001 - 2006  | Hans (J.P.M.) Alberse                 | PvdA               |                |
| 2006         | Eppie (E.) Klein                      | SGP                | waarnemend     |
| 2006 - 2018  | Loes (L.H.M.) van Ruijven-van Leeuwen | CDA                |                |